# Ruperto Herrera Tabio
Ruperto Herrera Tabio (Havana, 6 de dezembro de 1949) é um ex-jogador de basquete cubano, que ganhou a medalha de bronze com a seleção seleção nacional de seu país nos Jogos Olímpicos de 1972 en Munique.
Foi oito vezes campeão da Liga cubana (1965-1969, 1971, 1973 y 1975) como ala do Industriales, clube no qual jogou desde 1965 até 1982. 
Participou junto à seleçãon nacional nos Jogos Olímpicos de México 1968, Munique 1972, Montreal 1976 e Moscou 1980. Conseguiu uma medalha de bronze e dois quartos lugares nos Jogos Panamericanos.

## Ligações Externas
- Estatísticas de Ruperto Herrera Tabio